# Deficit pubblico
Nella contabilità di Stato il deficit pubblico, o disavanzo pubblico, è la situazione contabile dello Stato che si verifica quando, nel corso di un esercizio finanziario, le uscite superano le entrate ovvero il bilancio dello Stato è negativo.

## Descrizione

### Definizione
La differenza tra entrate (gettito fiscale) e uscite (spesa pubblica) è detta saldo pubblico: se tale saldo è negativo, si parla di deficit (o disavanzo); se è positivo, si parla di avanzo; se, infine, è pari a zero, si parla di pareggio del bilancio.
Si dice invece saldo primario la differenza tra entrate e uscite al netto degli interessi, ossia quando sono escluse dal computo delle uscite le spese per interessi sul debito pubblico.

### Cause
La spesa pubblica è costituita dagli acquisti di beni e servizi da parte del settore governativo/statale e dai trasferimenti alle amministrazioni locali, alle imprese e ai singoli (sotto forma di retribuzioni, pensioni e altri tipi di sussidi, come quelli di disoccupazione). A fronte di tali uscite lo Stato incassa un cosiddetto gettito fiscale dalle imposte di sua competenza, quali le imposte dirette come quelle sul reddito e indirette, come quelle che colpiscono i beni. Il saldo negativo tra entrate ed uscite rappresenta dunque il deficit o disavanzo.
Il deficit statale può essere il risultato voluto dal governo di politiche di bilancio (manovre finanziarie o strategie economico-finanziarie di lungo periodo) di tipo espansivo a sostegno della domanda aggregata e quindi della crescita economica grazie all'aumento della spesa statale o dei trasferimenti e/o riduzione delle imposte. Viceversa manovre restrittive, con riduzione della spesa statale o dei trasferimenti, e/o in un aumento delle imposte, hanno effetto di riduzione del deficit statale, pareggio di bilancio o generazione di avanzo statale ottenendo dunque un saldo positivo nei conti dello Stato grazie a politiche di rigore deflazionistiche.
La presenza di un disavanzo si potrebbe dunque attribuire ad un incremento di spesa (causata da eventi come una guerra o una catastrofe naturale, da scelte di politiche economiche di sostegno ad un decremento della domanda generato da aumento del tasso di disoccupazione e da stagnazione o recessione economica all'interno del settore privato-non governativo) e/o a diminuzione delle entrate (ad esempio politiche fiscali di sostegno alla domanda, alta evasione fiscale, bassa crescita economica che genera diminuzione nel gettito fiscale).
Concorre alla generazione di deficit pubblico indesiderato il fenomeno dell'evasione fiscale e/o una diminuzione del PIL con diminuzione delle entrate dovuta a minor introiti da tassazione sui redditi.

### Misurazione
Anche se il deficit statale viene misurato in termini assoluti, indicando il suo ammontare in euro o nella moneta in cui è espresso, gli economisti preferiscono valutarne le dimensioni relative, rapportando il deficit al Prodotto interno lordo del paese. Tale rapporto costituisce, peraltro, il parametro essenziale con cui sono valutati gli Stati Membri dell'Unione europea, che rientrano nell'eurozona, per il rispetto del Patto di stabilità e crescita.
Un deficit contabilizzato nei conti dello Stato, anche se voluto da politiche espansive di crescita economica, pone allora la questione cruciale della sua copertura finanziaria. Stati a moneta privata (negli USA, sovrana invece in Giappone, Cina, ecc.) sono sempre solvibili, ma dalla dinamica inflattiva innescata da politiche di monetizzazione del debito consegue l'impossibilità di ricorrere al credito nelle valuta locale e pertanto questo vantaggio è di breve durata, quindi anche i monopolisti della moneta hanno bisogno del prelievo fiscale per la loro spesa in deficit. Gli stati, che utilizzino o meno una moneta sovrana, hanno il problema di reperire le risorse finanziarie per la propria spesa a deficit. Questa avviene solitamente con l'emissione di titoli di stato come BOT e CCT, che vanno dunque a costituire, in aggregato, il cosiddetto debito statale. Lo Stato emittente paga necessariamente degli interessi che contribuiscono a loro volta ad un'ulteriore quota delle uscite statali.
In quanto originate dal disavanzo tra entrate e uscite, le politiche restrittive di colmamento/riduzione di tale deficit statale presente e futuro possono ottenersi necessariamente attraverso attuazione di una o più delle seguenti misure:
- diminuzione delle uscite statali ovvero con tagli alle spese pubbliche: in genere tale misura se da una parte può portare a tagli di inefficienze (revisione della spesa), dall'altra se drastica può portare con sé una diminuzione della qualità dei servizi pubblici offerti dallo Stato al cittadino;
- aumento delle entrate statali attraverso: 
  - emissione e vendita di titoli di stato con conseguente aumento del proprio debito pubblico (tipicamente utilizzato per colmare il deficit già presente);
  - un riallineamento della politica fiscale con aumento della tassazione sui contribuenti (stretta fiscale) ed inevitabile aumento della pressione fiscale o del cuneo fiscale: tale misura se drastica può portare con sé una diminuzione dei consumi ovvero della domanda e degli investimenti con effetti deleteri sulla crescita economica;
  - diminuzione dell'evasione fiscale: la lotta all'evasione non può dare risultati determinabili in quanto dipendente dall'efficacia o meno dei provvedimenti intrapresi in tal senso;
  - vendita di beni pubblici sotto forma di privatizzazioni;
  - condoni (es. edilizio);
- vincolo del cosiddetto pareggio di bilancio.

### Trattazione matematica
La seguente equazione alle differenze relativa al rapporto deficit/PIL mostra come il deficit pubblico al tempo t è uguale agli interessi sul valore nominale del debito pubblico dell'anno precedente con i tasso di interesse nominale dei titoli di stato più il disavanzo primario (pari alla differenza tra le uscite e le entrate statali):
{\displaystyle \ (Deficit)_{t}=B_{t-1}*i+D_{t}}
Dividendo l'equazione per il PIL e ponendo che l'incremento del PIL dal tempo t-1 al tempo t sia pari a 1+n (essendo n il tasso di crescita del PIL nominale) si ha:
{\displaystyle \ {\dfrac {(Deficit)_{t}}{Y_{t}}}={\dfrac {\frac {B_{t-1}}{Y_{t-1}}}{\frac {Y_{t}}{Y_{t-1}}}}i+{\dfrac {D_{t}}{Y_{t}}}={\dfrac {i}{1+n}}b_{t-1}+d}
con {\displaystyle b_{t-1}} rapporto debito/PIL al tempo t-1 e d rapporto disavanzo primario/PIL considerato costante nel tempo.
In base alla Trattazione matematica del rapporto debito/PIL risulta:
{\displaystyle b_{t}=\left({\dfrac {1+i}{1+n}}\right)^{t}\left[b_{0}-d\left({\dfrac {1+n}{n-i}}\right)\right]+d\left({\dfrac {1+n}{n-i}}\right)}
Pertanto si ha:
{\displaystyle {\dfrac {(Deficit)_{t}}{Y_{t}}}={\dfrac {i}{1+n}}\left[\left({\dfrac {1+i}{1+n}}\right)^{t-1}\left[b_{0}-d\left({\dfrac {1+n}{n-i}}\right)\right]+d\left({\dfrac {1+n}{n-i}}\right)\right]+d}
Semplificando l'equazione e imponendo che risulti uguale al 3% si ha:
{\displaystyle {\dfrac {(Deficit)_{t}}{Y_{t}}}=-{\dfrac {\left(\left(d-b_{0}\right)\,i\,n+b_{0}\,{i}^{2}+d\,i\right)\,{\left({\dfrac {i+1}{n+1}}\right)}^{t}+\left(-d\,i-d\right)\,n}{\left(i+1\right)\,n-{i}^{2}-i}}=0,03}
Ricavando d dall'equazione si ottiene:
{\displaystyle d={\frac {\left(100\,b_{0}\,i\,n-100\,b_{0}\,{i}^{2}\right)\,{\left({\frac {i+1}{n+1}}\right)}^{t}+\left(-3\,i-3\right)\,n+3\,{i}^{2}+3\,i}{\left(100\,i\,n+100\,i\right)\,{\left({\frac {i+1}{n+1}}\right)}^{t}+\left(-100\,i-100\right)\,n}}}
Imponendo ad esempio le condizioni: {\displaystyle t=0\quad i=4\%\quad n=1\%\quad b_{0}=120\%\quad B_{0}=2000\quad miliardi}
si può ricavare d che risulta uguale a:
{\displaystyle d=-0,0168=-1,68\%}
Inoltre essendo:
{\displaystyle b_{0}={\dfrac {B_{0}}{Y_{0}}}={\dfrac {2000}{Y_{0}}}=1,20}
allora il PIL attuale risulta:
{\displaystyle Y_{0}=1666\quad miliardi}
e quindi:
{\displaystyle -0,0168=d={\frac {D_{0}}{Y_{0}}}={\frac {D_{0}}{1666}}}
Pertanto il disavanzo primario necessario per mantenere il rapporto deficit/PIL al 3% è:
{\displaystyle D_{0}=-27,98\quad miliardi}
Ma gli interessi sul debito risultano pari a:
{\displaystyle B_{t-1}*i={\dfrac {i}{1+n}}\left[\left({\dfrac {1+i}{1+n}}\right)^{t-1}\left[b_{0}-d\left({\dfrac {1+n}{n-i}}\right)\right]+d\left({\dfrac {1+n}{n-i}}\right)\right]Y_{0}=77,96\quad miliardi}
Pertanto per ottenere un rapporto deficit/PIL inferiore al 3% nelle condizioni in esempio occorre che l'avanzo primario cioè la differenza tra le entrare e le uscite a meno della spesa per interessi risulti maggiore di 27,98 miliardi di euro.
In tal caso il deficit risulterà minore di 77,96-27,98=49.97 miliardi di euro.

### Deficit, politica economica e crescita economica
Una divisione tradizionale delle posizioni in materia di deficit e politica economica tra forze politiche conservatrici e progressiste attribuisce alle prime la volontà di ridurre quanto più possibile il deficit dello stato o addirittura di chiudere in pareggio di bilancio i conti pubblici allo scopo di mantenere ordine nei conti, di contenere la spesa pubblica e di preservare il ruolo di controllo dello stato nell'economia, mentre alle seconde verrebbe attribuito il desiderio di accettare deficit pubblici strutturali purché finalizzati a sostenere la domanda e in consumi o a preservare le fasce sociali più deboli.
In particolare le posizioni che si rifanno alle idee keynesiane attribuiscono allo stato il compito di sostenere, quando necessario, la domanda di beni e servizi ricorrendo alla spesa pubblica anche in condizioni di deficit stimolando la crescita economica, che di per sé in linea teorica sarebbe anche in grado di aumentare/sostenere le entrate statali nel medio-lungo periodo per tassazione sui maggiori profitti di aziende e lavoratori.